# جندريكاريون
جندريكاريون هم مجموعة مسلمة موجودة في ولاية غوجارات ،الهند،يوجد البعض منهم أيضاً في مدينة كراتشي ، باكستان .

## الأصل والتاريخ
الجندريكاريون مجتمع يتحدث اللغة الغوجراتيه.ارتبطوا في الماضي بتطريز الحرير، وتصنيع ملابس تعرف بالصاري، وشال يطلق عليه الدويبتا، الانهم تركوا العمل بهذه الصنعة .هم يزعمون بأنهم كانوا عرب استقروا في السند ثم انتقلوا بعد ذلك إلى غوجارات.أكبر تجمع لهم هو في مدينة سورات.ويوجد جزء لابأس به منهم في كراتشي أيضاً.
طبقاً لبعض التقاليد المجتع الجندريكاري جزء فرعي من مجتمع المانيهار .
عند تقسيم الهند كثيرون منهم انتقلوا إلى الدولة الإسلامية المنشأة حديثاً باكستان.من الجندريكاريون إبراهيم إسماعيل جندريكار ،الذي قد تقلد منصب رئيس وزراء باكستان في عام 1957.